# Rouessé-Fontaine
Rouessé-Fontaine település Franciaországban, Sarthe megyében. Lakosainak száma 263 fő (2022. január 1.). Rouessé-Fontaine Ancinnes, Chérancé, Chérisay, Fyé, Grandchamp, Louvigny és Fresnay-sur-Sarthe községekkel határos.

## Népesség
A település népessége az elmúlt években az alábbi módon változott:
| Lakosok száma | 278  | 278  | 283  | 276  | 272  | 268  | 264  | 263  | 263  |
|               | 2013 | 2015 | 2016 | 2017 | 2018 | 2019 | 2020 | 2021 | 2022 |